# Viscosia cryptodentata
Viscosia cryptodentata är en rundmaskart som beskrevs av Allgen 1947. Viscosia cryptodentata ingår i släktet Viscosia och familjen Oncholaimidae. Inga underarter finns listade i Catalogue of Life.